# Tutaibo
Tutaibo is een geslacht van spinnen uit de familie hangmatspinnen (Linyphiidae).

## Soorten
De volgende soorten zijn bij het geslacht ingedeeld:
- Tutaibo anglicanus (Hentz, 1850)
- Tutaibo debilipes Chamberlin, 1916
- Tutaibo formosus Millidge, 1991
- Tutaibo fucosus (Keyserling, 1891)
- Tutaibo niger (O. P.-Cambridge, 1882)
- Tutaibo phoeniceus (O. P.-Cambridge, 1894)
- Tutaibo pullus Millidge, 1991
- Tutaibo rubescens Millidge, 1991
- Tutaibo rusticellus (Keyserling, 1891)
- Tutaibo velox (Keyserling, 1886)